# رفيق زخنيني
رفيق زخنيني ((بالنرويجية: Rafik Zekhnini)؛ مواليد 12 يناير 1998) لاعب كرة قدم نرويجي من أصل مغربي يشغل مركز الجناح الهجومي، ضمن صفوف نادي أود النرويجي. كان ظهوره البارز مؤخرا أثار وسائل الاعلام خصوصا عقب أدائه المميز أمام بروسيا دورتموند الألماني.

ويعتبر رفيق زخنيني واحداً من أبرز المواهب التي سطعت في النرويج مؤخراً، حيث سجل مع فريقه اود غرينلاند أول أهدافه في الدوري النرويجي في السادس والعشرين من شهر يونيو 2015.

## البداية مع أود
في أول المبارايات البارزة عن سن يناهز ال 17 عشرة مع نادي أود غرينلاند النرويجي كانت ضد بروسيا دورتموند الألماني، وقد صرح هوميلس بعد المباراة التي حسمها دورتموند بصعوبة 4-3 في مباراة (استقبال) لفريق غرينلاند النرويجي، ردا على سؤال الصحافيين، فقال: «لديهم لاعبون جيدون للغاية، لا أعرف أسماءهم؛ لكن لديهم ذلك اللاعب الذي يلعب في الجهة اليسرى كان سريعا ومدهشا بحق».
وقد أبدى إعجابه هوميلس بعدما أخبره أحد الصحافيين أن عمر اللاعب رفيق زخنيني، لا يتجاوز ال 17 عاما.
كما أنه تمكن خلال مباراة بروسيا دورتموند من تشكيل خطورة حقيقية، وكان عبئا ثقيلا عليهم خلال اللقاء.

## روابط خارجية
- رفيق زخنيني على موقع الاتحاد الأوربي (الإنجليزية)
- رفيق زخنيني على موقع اتحاد النرويج (النرويجية)
- رفيق زخنيني على موقع قاعدة بيانات كرة القدم.إي يو (الإنجليزية)
- رفيق زخنيني على موقع Soccerway.com (الإنجليزية)
- رفيق زخنيني على موقع عالم كرة القدم.نت (الإنجليزية)

## مقالات ذات علاقة بالموضوع
- نادي أود لكرة القدم: الفريق الأم الذي أبرز فيه رفيق زخنيني علو كعبه.